# Clemensia holocerna
Clemensia holocerna là một loài bướm đêm thuộc phân họ Arctiinae, họ Erebidae.